# Brot de verola del mico del 2022
El brot de verola del simi de 2022 o brot de pigota del simi de 2022 és un brot de verola del simi detectat per primera vegada al Regne Unit el 4 de maig de 2022 quan un individu britànic, que hi tornava d'un viatge a Nigèria, on la malaltia és endèmica, i que allà havia tingut una erupció cutània el 29 d'abril, presentava els símptomes de la malaltia. Aquest seria, doncs, el pacient zero del brot al país.
Es desconeix l'origen de diversos dels casos de pigota del simi al Regne Unit; tanmateix, sembla que la transmissió comunitària s'està produint a l'àrea de Londres a partir de mitjans de maig. En data del 21 de maig de 2022 s'havien notificat casos del virus al nord-est i sud-est d'Anglaterra i fora del Regne Unit: 23 a Portugal, un a Suècia, un a Itàlia, tres a Bèlgica, dos als Estats Units, un als Països Baixos, set al Canadà, 31 a Espanya, tres a Alemanya, un a Israel, dos a Austràlia i un a Suïssa.
L'Organització Mundial de la Salut considera aquests casos com la variant menys greu de la verola del simi, amb un percentatge de letalitat al voltant de l'1%. Infectòlegs com Oriol Mitjà, en canvi, asseguren que malgrat no arribi a ser una pandèmia com la de Covid, el pronòstic és el d'"un brot greu d'una infecció greu", i ha manifestat també que si bé la transmissió per via respiratoria és poc probable el brot es pot perpetuar a través de contagis en contactes íntims o sexuals. Altres doctors, com Joaquim Sagalés, investigador de l'IRTA-Cresa, i Roger Paredes, cap del Servei de Malalties Infeccioses de l'Hospital Germans Trias i investigador de la Fundació Lluita contra les Infeccions i l'irsiCaixa, coincideixen a afirmar que actualment el brot no hauria de ser percebut com de risc elevat per part de la població.
El 20 de maig, l'OMS va mantenir una reunió d'urgència per parlar del brot.

## Antecedents
La verola del simi és una infecció viral causada pel virus de la verola del simi, un parent de la verola, erradicada el 1980. La pigota del simi generalment presenta símptomes semblants a aquesta, encara que normalment més lleus; no obstant això, la taxa de mortalitat de la pigota del simi encara pot arribar al 10% sense tractament ràpid.
És endèmica de l'Àfrica occidental i central. Des que va ser detectada el 1970 a República Democràtica del Congo se n'han registrat casos a altres països, principalment Benín, Camerun, Costa d'Ivori, Gabon, Libèria, República Centreafricana, República del Congo, República Democràtica del Congo, Sierra Leone i Sudan del Sud, tot i que el brot més destacable va ser el de Nigèria de 2017. Només en aquest país se n'havien diagnosticat 558 casos i 8 defuncions entre 2017 i 2022, segons dades del Centre de Control de Malalties de Nigèria (NCDC). Tot i això, dels 558 casos sospitosos només se'n van confirmar 241.
Abans del brot de 2022, el Regne Unit només n'havia registrat set casos, tots els quals eren casos importats d'Àfrica o treballadors sanitaris implicats en el seu tractament. Els tres primers van ser el 2018, seguits d'un altre cas el 2019 i tres més el 2021. L'únic brot important de pigota del simi que es va registrar en un país occidental abans del 2022 va ser el del mig oest dels Estats Units el 2003; tanmateix, aquest brot no va incloure transmissió comunitària.

## Transmissió
Es transmet principalment a través del contacte proper amb individus infecciosos, i abans del brot de 2022 no es considerava una infecció de transmissió sexual. No obstant això, la ràpida propagació del virus entre les parelles sexuals en les etapes inicials del brot ha provocat el debat de si les relacions sexuals poden ser una altra via de transmissió.
El 20 de maig un representant de la UKHSA (l'agència de salut britànica) va instar a estar alerta entre la comunitat d'homes gais i bisexuals, que han representat un nombre desproporcionat de casos al Regne Unit i Europa. El mateix dia, el CCAES (centre de coordinació d'alertes i emergències sanitàries espanyol) va admetre aquest elevat percentatge també a l'estat espanyol, i va fer una crida a "minimitzar els comportaments de risc associats a la transmissió d'aquest virus". La Comunitat de Madrid va identificar una sauna com l'origen de la majoria dels casos madrilenys (45 casos, dels quals 30 confirmats per PCR i 15 sospitosos), i va vincular les primeres cadenes de contagi a pràctiques sexuals considerades d'alt risc, com ara el chemsex. Diverses entitats LGBTQ han denunciat l'estigmatització.

## Casos per territori
El 20 de maig, Carmen Cabezas, secretària de Salut Pública de Catalunya, va parlar sobre la previsió d'aparició d'algun cas a Catalunya durant els dies següents, tot i no haver-ne cap de confirmat pel moment, ja que hi ha pacients amb malalties similars que "cal estudiar", i va fer una crida a la calma. Aquella mateixa tarda, l'Hospital Clínic de Barcelona va declarar que estava investigant el primer cas sospitós a Catalunya i va assegurar que estava realitzant les proves necessàries per poder-ho confirmar. El 24 de juliol hi havia 950 casos confirmats a Catalunya, 141 al País Valencià i 84 a les Illes Balears.
Aquesta és una taula de casos confirmats i sospitosos de verola del simi en països i territoris durant 2022. La taula no inclou els països en els quals es van notificar casos sospitosos, però que posteriorment es van descartar.
| Països                          | Confirmats | Sospitosos | Total  | Morts | Darrera actualització | Primer cas confirmat        | Primera mort confirmada | Clade                |
| ------------------------------- | ---------- | ---------- | ------ | ----- | --------------------- | --------------------------- | ----------------------- | -------------------- |
| Andorra                         | 4          | —          | 4      |       | 5 agost 2022          | 2 juliol 2022               |                         |                      |
| Argentina                       | 72         | 25         | 97     |       | 16 agost 2022         | 27 maig 2022                |                         |                      |
| Austràlia                       | 89         | —          | 89     |       | 18 agost 2022         | 20 maig 2022                |                         |                      |
| Àustria                         | 217        | —          | 217    |       | 18 agost 2022         | 22 maig 2022                |                         |                      |
| Bahames                         | 2          | —          | 2      |       | 22 agost 2022         | 30 juny 2022                |                         |                      |
| Barbados                        | 1          | —          | 1      |       | 16 juliol 2022        | 16 juliol 2022              |                         |                      |
| Bermudes                        | 1          | —          | 1      |       | 22 juliol 2022        | 22 juliol 2022              |                         |                      |
| Bèlgica                         | 624        | 1          | 625    |       | 15 agost 2022         | 19 maig 2022                |                         |                      |
| Benín                           | 3          | —          | 3      |       | 14 juny 2022          | 14 juny 2022                |                         |                      |
| Bolívia                         | 43         | 50         | 93     |       | 22 agost 2022         | 1 agost 2022                |                         |                      |
| Bòsnia i Hercegovina            | 3          | —          | 3      |       | 16 agost 2022         | 13 juliol 2022              |                         |                      |
| Brasil                          | 3.788      | 4.175      | 7.963  | 1     | 21 agost 2022         | 9 juny 2022                 | 29 juliol 2022          |                      |
| Bulgària                        | 4          | —          | 4      |       | 5 agost 2022          | 23 juny 2022                |                         |                      |
| Camerun                         | 7          | 29         | 36     | 2     | 1 agost 2022          | 1 gener 2022 – 1 agost 2022 | ?                       | Occidental i Central |
| Canadà                          | 1.168      | 45         | 1.213  |       | 19 agost 2022         | 19 maig 2022                |                         |                      |
| República Centreafricana        | 8          | 17         | 25     | 2     | 1 agost 2022          | Febrer 2022 – 1 agost 2022  | febrer 2022             | Central              |
| Xile                            | 207        | 3          | 210    |       | 19 agost 2022         | 17 juny 2022                |                         |                      |
| Saint-Martin                    | 1          | —          | 1      |       | 1 agost 2022          | 1 agost 2022                |                         |                      |
| Colòmbia                        | 164        | —          | 164    |       | 19 agost 2022         | 23 juny 2022                |                         |                      |
| Rep. del Congo                  | 3          | 5          | 8      | 3     | 9 agost 2022          | 1 gener 2022 – agost 2022   | abril 2022              | Central              |
| Costa Rica                      | 3          | —          | 3      |       | 26 juliol 2022        | 20 juliol 2022              |                         |                      |
| Croàcia                         | 17         | —          | 17     |       | 16 agost 2022         | 23 juny 2022                |                         |                      |
| Cuba                            | 1          | —          | 1      |       | 20 agost 2022         | 20 agost 2022               |                         |                      |
| Xipre                           | 4          | —          | 4      |       | 18 agost 2022         | 2 agost 2022                |                         |                      |
| Txèquia                         | 36         | —          | 36     |       | 16 agost 2022         | 24 maig 2022                |                         |                      |
| República Democràtica del Congo | 163        | 2.103      | 2.266  | 96    | 1 agost 2022          | 1 January 2022 – Agost 2022 | gener 2022              | Central              |
| Dinamarca                       | 169        | —          | 169    |       | 22 agost 2022         | 23 maig 2022                |                         |                      |
| República Dominicana            | 6          | —          | 6      |       | 17 agost 2022         | 6 juliol 2022               |                         |                      |
| Equador                         | 19         | 1          | 20     | 1     | 16 agost 2022         | 6 juliol 2022               | 8 agost 2022            |                      |
| Estònia                         | 9          | —          | 9      |       | 5 agost 2022          | 28 juny 2022                |                         |                      |
| Finlàndia                       | 22         | —          | 22     |       | 5 agost 2022          | 27 maig 2022                |                         |                      |
| França                          | 2.885      | —          | 2.885  |       | 18 agost 2022         | 20 maig 2022                |                         |                      |
| Geòrgia                         | 2          | —          | 2      |       | 18 agost 2022         | 19 juliol 2022              |                         |                      |
| Alemanya                        | 3.295      | —          | 3.295  |       | 22 agost 2022         | 20 maig 2022                |                         |                      |
| Ghana                           | 47         | 159        | 206    | 1     | 11 agost 2022         | 8 juny 2022                 | 31 juliol 2022          |                      |
| Gibraltar                       | 6          | —          | 6      |       | 11 agost 2022         | 1 juny 2022                 |                         |                      |
| Grècia                          | 50         | —          | 50     |       | 18 agost 2022         | 8 juny 2022                 |                         |                      |
| Groenlàndia                     | 2          | —          | 2      |       | 9 agost 2022          | 9 agost 2022                |                         |                      |
| Guadeloupe                      | 1          | —          | 1      |       | 25 juliol 2022        | 25 juliol 2022              |                         |                      |
| Guatemala                       | 3          | 7          | 10     |       | 10 agost 2022         | 3 agost 2022                |                         |                      |
| Hondures                        | 3          | —          | 3      |       | 14 agost 2022         | 12 agost 2022               |                         |                      |
| Hongria                         | 62         | —          | 62     |       | 16 agost 2022         | 31 maig 2022                |                         |                      |
| Islàndia                        | 12         | —          | 12     |       | 16 agost 2022         | 9 juny 2022                 |                         |                      |
| Índia                           | 10         | 4          | 14     | 1     | 13 agost 2022         | 14 juliol 2022              | 1 agost 2022            |                      |
| Indonèsia                       | 1          | —          | 1      |       | 20 agost 2022         | 19 agost 2022               |                         |                      |
| Iran                            | 1          | —          | 1      |       | 16 agost 2022         | 16 agost 2022               |                         |                      |
| Irlanda                         | 113        | —          | 113    |       | 16 agost 2022         | 27 maig 2022                |                         |                      |
| Israel                          | 208        | —          | 208    |       | 21 agost 2022         | 21 maig 2022                |                         |                      |
| Itàlia                          | 689        | —          | 689    |       | 19 agost 2022         | 19 maig 2022                |                         |                      |
| Jamaica                         | 4          | —          | 4      |       | 10 agost 2022         | 6 juliol 2022               |                         |                      |
| Japó                            | 4          | —          | 4      |       | 11 agost 2022         | 25 juliol 2022              |                         |                      |
| Jersey                          | 1          | —          | 1      |       | 23 juliol 2022        | 23 juliol 2022              |                         |                      |
| Letònia                         | 4          | —          | 4      |       | 16 agost 2022         | 3 juny 2022                 |                         |                      |
| Líban                           | 6          | —          | 6      |       | 5 agost 2022          | 20 juny 2022                |                         |                      |
| Libèria                         | 2          | —          | 2      |       | 5 agost 2022          | 23 juliol 2022              |                         |                      |
| Lituània                        | 5          | —          | 5      |       | 11 agost 2022         | 3 agost 2022                |                         |                      |
| Luxemburg                       | 45         | —          | 45     |       | 18 agost 2022         | 15 juny 2022                |                         |                      |
| Martinica                       | 2          | —          | 2      |       | 11 agost 2022         | 17 juliol 2022              |                         |                      |
| Malta                           | 31         | —          | 31     |       | 18 agost 2022         | 28 maig 2022                |                         |                      |
| Mèxic                           | 252        | 107        | 359    |       | 15 agost 2022         | 28 maig 2022                |                         |                      |
| Moldàvia                        | 2          | —          | 2      |       | 16 agost 2022         | 8 agost 2022                |                         |                      |
| Mònaco                          | 3          | —          | 3      |       | 11 agost 2022         | 22 juliol 2022              |                         |                      |
| Montenegro                      | 1          | —          | 1      |       | 31 juliol 2022        | 31 juliol 2022              |                         |                      |
| Marroc                          | 1          | 1          | 2      |       | 14 juny 2022          | 2 juny 2022                 |                         |                      |
| Països Baixos                   | 1.087      | —          | 1,087  |       | 18 agost 2022         | 20 maig 2022                |                         |                      |
| Nova Caledònia                  | 1          | —          | 1      |       | 12 juliol 2022        | 12 juliol 2022              |                         |                      |
| Nova Zelanda                    | 4          | —          | 4      |       | 11 agost 2022         | 9 juliol 2022               |                         |                      |
| Nigèria                         | 172        | 473        | 645    | 4     | 31 juliol 2022        | 1 gener 2022 – 7 agost 2022 | 29 maig 2022            | Occidental           |
| Noruega                         | 76         | —          | 76     |       | 19 agost 2022         | 31 maig 2022                |                         |                      |
| Panamà                          | 7          | —          | 7      |       | 19 agost 2022         | 5 juliol 2022               |                         |                      |
| Perú                            | 1.128      | 31         | 1.159  | 1     | 21 agost 2022         | 26 juny 2022                | 1 agost 2022            |                      |
| Filipines                       | 4          | —          | 4      |       | 22 agost 2022         | 29 juliol 2022              |                         |                      |
| Polònia                         | 104        | —          | 104    |       | 16 agost 2022         | 10 juny 2022                |                         |                      |
| Portugal                        | 810        | —          | 810    |       | 17 agost 2022         | 18 maig 2022                |                         |                      |
| Puerto Rico                     | 75         | —          | 75     |       | 20 agost 2022         | 29 juny 2022                |                         |                      |
| Qatar                           | 3          | —          | 3      |       | 9 agost 2022          | 21 juliol 2022              |                         |                      |
| Romania                         | 33         | —          | 33     |       | 18 agost 2022         | 13 juny 2022                |                         |                      |
| Rússia                          | 1          | —          | 1      |       | 12 juliol 2022        | 12 juliol 2022              |                         |                      |
| Aràbia Saudita                  | 6          | —          | 6      |       | 18 agost 2022         | 14 juliol 2022              |                         |                      |
| Sèrbia                          | 31         | —          | 31     |       | 18 agost 2022         | 17 juny 2022                |                         |                      |
| Singapur                        | 15         | —          | 15     |       | 5 agost 2022          | 20 juny 2022                |                         |                      |
| Eslovàquia                      | 10         | —          | 10     |       | 12 agost 2022         | 12 juliol 2022              |                         |                      |
| Eslovènia                       | 43         | —          | 43     |       | 11 agost 2022         | 24 maig 2022                |                         |                      |
| Somàlia                         | —          | 4          | 4      |       | 9 juny 2022           | —                           |                         |                      |
| Sud-àfrica                      | 5          | —          | 5      |       | 19 agost 2022         | 23 juny 2022                |                         |                      |
| Corea del Sud                   | 1          | —          | 1      |       | 22 juny 2022          | 22 juny 2022                |                         |                      |
| Espanya                         | 6.208      | 62         | 6.270  | 2     | 29 juliol 2022        | 18 maig 2022                | 29 juliol 2022          |                      |
| Sudan                           | 2          | —          | 2      |       | 18 agost 2022         | 31 juliol 2022              |                         |                      |
| Suècia                          | 139        | —          | 139    |       | 18 agost 2022         | 19 maig 2022                |                         |                      |
| Suïssa                          | 416        | —          | 416    |       | 22 agost 2022         | 21 maig 2022                |                         |                      |
| Taiwan                          | 3          | —          | 3      |       | 8 agost 2022          | 24 juny 2022                |                         |                      |
| Tailàndia                       | 5          | —          | 5      |       | 15 agost 2022         | 21 juliol 2022              |                         |                      |
| Turquia                         | 5          | —          | 5      |       | 2 agost 2022          | 30 juny 2022                |                         |                      |
| Emirats Àrabs Units             | 16         | —          | 16     |       | 24 juliol 2022        | 24 maig 2022                |                         |                      |
| Regne Unit                      | 3.081      | —          | 3.081  |       | 15 agost 2022         | 6 maig 2022                 |                         |                      |
| Estats Units                    | 14.528     | —          | 14.528 |       | 19 agost 2022         | 18 maig 2022                |                         |                      |
| Uruguai                         | 2          | —          | 2      |       | 3 agost 2022          | 29 juliol 2022              |                         |                      |
| Veneçuela                       | 1          | —          | 1      |       | 12 juny 2022          | 12 juny 2022                |                         |                      |
| Zàmbia                          | —          | 1          | 1      |       | 20 juny 2022          | —                           |                         |                      |
| Total                           | 42.633     | 7.303      | 49.936 | 114   | —                     | —                           |                         |                      |